# 凱文·葛瑞格
凱文·馬歇爾·葛瑞格(Kevin Marshall Gregg，1978年6月20日—)生於美國奧勒岡州的柯瓦利斯(Corvallis)，目前效力於美國職棒大聯盟芝加哥小熊。

## 外部連結
- 球員資訊和成績在MLB，ESPN，Baseball-Reference，Fangraphs（英文）
- Minor League Splits and Situational Stats[永久]